# モハメド・ディオマンデ
モハメド・ディオマンデ（Mohammed Diomandé, 2001年10月30日 - ）は、コートジボワールのプロサッカー選手。コートジボワール代表。レンジャーズFC所属。ポジションはミッドフィールダー。

## 経歴

### 幼少期
アビジャン郊外のヨプゴンで生まれ育ち、隣国ガーナのライト・トゥ・ドリーム・アカデミーで技術を磨いた。

### クラブ
ライト・トゥ・ドリーム・アカデミーの提携クラブであるデンマークのノアシェランに渡り、2020年2月19日、デンマーク・スーペルリーガのホーセンス戦にセントラルMFとして先発出場し、プロデビュー。監督のフレミング・ペデルセンからは「ピッチ上の広いエリアをカヴァーし、ドリブルが巧く、賢くて身体能力も高い。こちらの環境に適応すれば、我々にとって最も重要な選手のひとりとなるだろう」と評された。
2020年9月13日、デンマークで迎えた2シーズン目の開幕となったブレンビー戦で、プロ初ゴールを記録した。チームの主力に定着していたが、12月6日、スナユスケ戦で足首を負傷し、長期離脱を余儀なくされた。
2021年1月、UEFAは注目の若手選手50名を紹介し、ディオマンデもそのひとりに名を連ねた。
2024年1月26日、スコットランドのレンジャーズにローン移籍。シーズン終了後の買い取り義務が設定されていると報じられている。

### 代表
2024年6月7日、FIFAワールドカップ予選のガボン戦でコートジボワール代表初キャップ。

## 個人成績

### クラブ
| 国内大会個人成績 | 国内大会個人成績 | 国内大会個人成績 | 国内大会個人成績 | 国内大会個人成績 | 国内大会個人成績 | 国内大会個人成績 | 国内大会個人成績 | 国内大会個人成績 | 国内大会個人成績 | 国内大会個人成績 | 国内大会個人成績 |
| 年度             | クラブ           | 背番号           | リーグ           | リーグ戦         | リーグ戦         | リーグ杯         | リーグ杯         | オープン杯       | オープン杯       | 期間通算         | 期間通算         |
| 年度             | クラブ           | 背番号           | リーグ           | 出場             | 得点             | 出場             | 得点             | 出場             | 得点             | 出場             | 得点             |
| デンマーク       | デンマーク       | デンマーク       | デンマーク       | リーグ戦         | リーグ戦         | リーグ杯         | リーグ杯         | オープン杯       | オープン杯       | 期間通算         | 期間通算         |
| ---------------- | ---------------- | ---------------- | ---------------- | ---------------- | ---------------- | ---------------- | ---------------- | ---------------- | ---------------- | ---------------- | ---------------- |
| 2019-20          | ノアシェラン     | 43               | スーペルリーガ   | 15               | 0                | -                | -                | -                | -                | 15               | 0                |
| 2020-21          | ノアシェラン     | 14               | スーペルリーガ   | 11               | 3                | -                | -                | 2                | 0                | 13               | 3                |
| 2021-22          | ノアシェラン     | 10               | スーペルリーガ   | 25               | 3                | -                | -                | 1                | 1                | 26               | 4                |
| 2022-23          | ノアシェラン     | 10               | スーペルリーガ   | 32               | 5                | -                | -                | 4                | 1                | 36               | 6                |
| 2023-24          | ノアシェラン     | 10               | スーペルリーガ   | 13               | 0                | -                | -                | 1                | 1                | 14               | 1                |
| スコットランド   | スコットランド   | スコットランド   | スコットランド   | リーグ戦         | リーグ戦         | S・リーグ杯      | S・リーグ杯      | スコティッシュ杯 | スコティッシュ杯 | 期間通算         | 期間通算         |
| 2023-24          | レンジャーズ     | 42               | S・プレミア      | 13               | 2                | -                | -                | 4                | 0                | 17               | 2                |
| 2024-25          | レンジャーズ     | 10               | S・プレミア      | 36               | 4                | 4                | 1                | 2                | 0                | 42               | 5                |
| 通算             | デンマーク       | デンマーク       | スーペルリーガ   | 96               | 11               | -                | -                | 8                | 3                | 104              | 14               |
| 通算             | スコットランド   | スコットランド   | S・プレミア      | 49               | 6                | 4                | 1                | 6                | 0                | 59               | 7                |
| 総通算           | 総通算           | 総通算           | 総通算           | 145              | 17               | 4                | 1                | 14               | 3                | 163              | 21               |

### 代表
| コートジボワール代表 | 国際Aマッチ | 国際Aマッチ |
| 年                   | 出場        | 得点        |
| -------------------- | ----------- | ----------- |
| 2024                 | 4           | 0           |
| 2025                 | 3           | 0           |
| 通算                 | 7           | 0           |